# Irina Nazarova
Pour les articles homonymes, voir Nazarova.
Irina Nazarova, née le 31 juillet 1957 à Korolev (oblast de Moscou), est une ancienne athlète qui concourait pour l'Union soviétique sur 400 m. Elle est la fille d'une autre médaillée olympique Yelisaveta Bagryantseva qui avait obtenu l'argent au lancer du disque lors des Jeux olympiques de 1952 à Helsinki.
Le plus grand succès d'Irina Nazarova est sa médaille d'or avec le relais 4 × 400 m soviétique aux Jeux olympiques de 1980 à Moscou.

## Palmarès

### Jeux olympiques
- Jeux olympiques de 1980 à Moscou ( Union soviétique)
  -  Médaille d'or en relais 4 × 400 m